# Горња Мотичина
Горња Мотичина (хрв. Gornja Motičina) је насељено место у општини Доња Мотичина, Осјечко-барањска жупанија, Хрватска.

## Историја
До територијалне реорганизације у Хрватској била је у саставу старе општине Нашице.

## Становништво
У попису становништва из 2011. године, Горња Мотичина је имала 49 становника.
| Број становника према пописима | Број становника према пописима | Број становника према пописима | Број становника према пописима | Број становника према пописима | Број становника према пописима | Број становника према пописима | Број становника према пописима | Број становника према пописима | Број становника према пописима | Број становника према пописима | Број становника према пописима | Број становника према пописима | Број становника према пописима | Број становника према пописима | Број становника према пописима |
| ------------------------------ | ------------------------------ | ------------------------------ | ------------------------------ | ------------------------------ | ------------------------------ | ------------------------------ | ------------------------------ | ------------------------------ | ------------------------------ | ------------------------------ | ------------------------------ | ------------------------------ | ------------------------------ | ------------------------------ | ------------------------------ |
| 1857                           | 1869                           | 1880                           | 1890                           | 1900                           | 1910                           | 1921                           | 1931                           | 1948                           | 1953                           | 1961                           | 1971                           | 1981                           | 1991                           | 2001                           | 2011                           |
| 157                            | 160                            | 135                            | 152                            | 184                            | 281                            | 397                            | 195                            | 167                            | 176                            | 186                            | 138                            | 101                            | 98                             | 67                             | 49                             |

### Попис1991.
У попису становништва из 1991. године, Горња Мотичина је имала је 98 становника, следећег националног састава:
| Попис 1991.‍  | Попис 1991.‍  | Попис 1991.‍ | Попис 1991.‍ | Попис 1991.‍ |
| ------------ | ------------ | ----------- | ----------- | ----------- |
|              |              |             |             |             |
| Срби         | Срби         |             | 45          | 45,91%      |
| Хрвати       | Хрвати       |             | 31          | 31,63%      |
| Југословени  | Југословени  |             | 19          | 19,38%      |
| неопредељени | неопредељени |             | 1           | 1,02%       |
| непознато    | непознато    |             | 2           | 2,04%       |
| укупно: 98   |              |             |             |             |

### Попис1910.
| Горња Мотичина | Горња Мотичина |
| --- | --- |
| језик | вера |
| укупно: 281 Српски 185 (65,83%) Хрватски 83 (29,53%) Словачки 6 (2,13%) Немачки 3 (1,06%) Словеначки 2 (0,71%) Чешки 1 (0,35%) остали 1 (0,35%) | <div style="border:solid transparent;position:absolute;width:100px;line-height:0;<div style="border:solid transparent;position:absolute;width:100px;line-height:0;<div style="border:solid transparent;position:absolute;width:100px;line-height:0; укупно: 281 Православци 185 (65,83%) Римокатолици 93 (33,09%) Калвинисти 2 (0,71%) Лутерани 1 (0,35%) - (-%) |